# Мар'янське (Миргородський район)
Ма́р'янське (у XIX ст. ще звалось Шимкове) — село Гоголівської селищної громади Миргородського району Полтавської області. Населення станом на 2001 рік становило 276 осіб. Колишній орган місцевого самоврядування — Михайлівська сільська рада.

## Географія
Село Мар'янське знаходиться на правому березі річки Вовнянка, вище за течією на відстані 1,5 км розташоване село Вовнянка, нижче за течією на відстані 0,5 км розташоване село Михайлівка. На річці є кілька загат.
Розташоване за 22 км від селища Велика Багачка.

## Історія
У першій половині XIX ст. село Мар'янське належало статському раднику Шимкову Федору Андрійовичу, який, імовірно, був його засновником.
У 1842 році Олександр Андрійович Лук'янович отримав село як посаг за своєю другою дружиною Анастасією Федорівною Шимковою (сестрою декабриста Івана Федоровича Шимкова), від родини якої і походить друга назва Мар'янського — Шимкове, під якою село було відоме і за пізнішого часу. Село належало до Устивицької волості Миргородського повіту Полтавської губернії.
У жовтні 1845 року, на запрошення Олександра Андрійовича Лук'яновича до села приїздив Тарас Шевченко, щоб малювати портрети членів родини поміщика. За свідченням В. Беренштама портрети були нібито написані, але до нашого часу зберігся лише один — О. А. Лук'яновича, що знаходиться у Миргородському краєзнавчому музеї.
У 1859 році власницьке село при річці Вовнянці мало 60 дворів, 381 жителя, 2 заводи (цегельний і винокурний).
У 1900 році в селі було 77 дворів і 585 жителів, діяла земська школа.
У 1912 році в Мар'янському було 411 жителів, діяла земська школа.
У січні 1918 року в селі розпочалась радянська окупація.
У 1932–1933 роках внаслідок Голодомору, проведеного радянською владою, у селі загинуло 30 мешканців, у тому числі встановлено імена 30 загиблих. По хуторах, які тепер відносяться у складі села Мар'янського (Маляренково, Рубаново, Снітово, Чайченово), встановлено імена 60 загиблих.
З 16 вересня 1941 по вересень 1943 років Мар'янське було окуповане німецько-фашистськими військами.
У 1955 році в селі на будинку Лук'яновича, де жив Т. Г. Шевченко в 1845 році, встановили меморіальну дошку.
У 1966 році колгосп ім. Мічуріна, з центром у Мар'янському, мав 2329 га землі. Виробничим напрямом було рільництво. Розвинуте було і тваринництво. Був також племзавод «Перемога», що вирощував Миргородську рябу породу свиней.
У 1966 році в Мар'янському була восьмирічна школа, бібліотека, клуб, краєзнавчий музей. Населення становило 540 чол. Село було центром Мар'янської сільської ради, якій були підпорядковані населені пункти Зайців (нині не існує), Кульбашне, Ляхів (нині не існує), Маляренки (нині не існує), Михайлівка.

## Політика

### Парламентські вибори, 2019
На позачергових парламентських виборах 2019 року у селі функціонувала окрема виборча дільниця № 530022, розташована у приміщенні школи.
Результати
- зареєстровано 123 виборці, явка 60,98%, найбільше голосів віддано за «Слугу народу» — 36,00%, за Опозиційну платформу — За життя — 26,67%, за Радикальну партію Олега Ляшка — 8,00%.[3] В одномандатному окрузі найбільше голосів отримали Фахраддін Мухтаров (самовисування) і Євгеній Жадан (Опозиційна платформа — За життя) — по 17,81%, за Анастасію Ляшенко (Слуга народу) — 15,07%[4].

## Об'єкти соціальної сфери
- Школа І ст (нині не працює)
- Будинок культури

## Пам'ятки історії
- Меморіальний комплекс[d]: колишня садиба Лук'яновича, де перебував в 1845 році Т. Г. Шевченко (будинок, комора, дуб);
- У Мар'янському охороняється дуб, який має назву Шевченківського дуба. У жовтні 1845 року в селі перебував Т. Г. Шевченко. Тут, під розкішними кронами велетня-дуба, поет написав свої твори «Єретик», «Сліпий», вірш «Стоїть в селі Суботові» та інші.
- Колишня садиба предводителя дворянства Миргородського повіту Олександра Андрійовича Лук'яновича, де жив Т. Г. Шевченко у 1845 році: будинок, комора

## Відомі особистості
В селі народився Усик Яків Олександрович (1872—1961) — український різьбяр-скульптор, живописець, іконописець

### Мар'янське і Тарас Шевченко
Олександр Андрійович Лук'янович, власник села Мар'янське, і Тарас Шевченко були близькими приятелями.
Олександр Лук'янович був полтавським поміщиком, проживав взимку в столиці, а на літо виїздив до себе в маєток на Миргородщину. Як і його старший брат, Олександр був людиною освіченою, знався з багатьма літераторами і художниками Петербурга, зокрема з М. Гоголем.
Дізнавшись на початку 1845 року про наміри Шевченка їхати в Україну, Олександр Лук'янович запропонував йому разом з ним здійснити цю мандрівку, позаяк у березні він повертається на Полтавщину. Більше того, О. Лук‘янович запросив Тараса Григоровича пожити у своєму миргородському маєтку та намалювати портрети членів його сім‘ї, на що Шевченко радо погодився.
За тижні спільної мандрівки Олександр Лук'янович і Т. Шевченко ще більше прониклися повагою один до одного, хоча Лук‘янович був на десять років старшим від поета.
Так, у березні 1845 року Т. Г. Шевченко опинився на Миргородщині, у родині Олександра Лук'яновича.

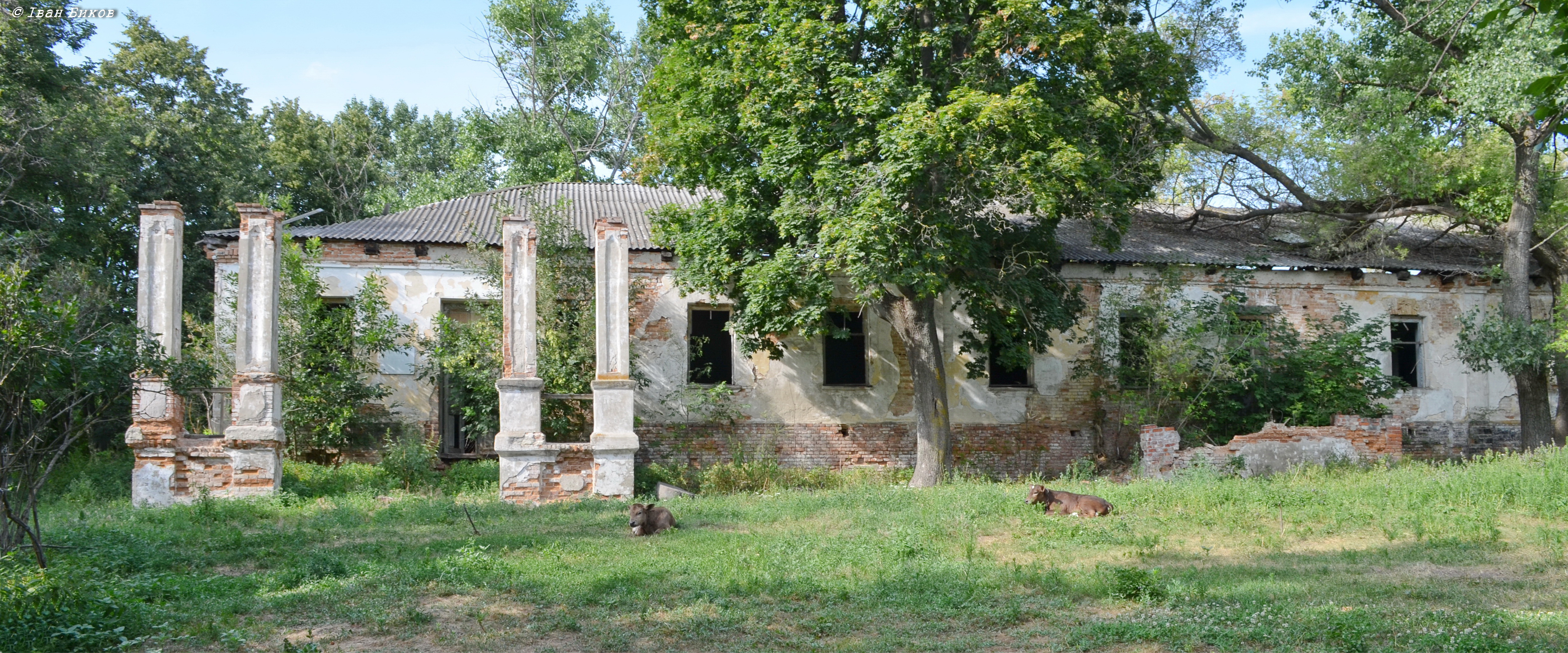
Колишня садиба Лук’яновича, де жив Т. Г. Шевченко в 1845 р. Руїна будинку

Він працював над портретами, познайомився з Андрієм Федоровичем Лук'яновичем, відставним генералом, батьком Миколи і Олександра, близьким знайомим І. П. Котляревського.
Перебування на Полтавщині, у тому числі і в селі Андрія Федоровича Лук'яновича Шедієве, Т. Шевченко використав для підготовки матеріалів для альбому «Живописна Україна».
У маєтку Олександра Лук'яновича, селі Мар'янському Миргородського повіту Полтавської губернії, Шевченко побував навесні та восени 1845 року.
Тут Шевченко написав поеми «Єретик», «Сліпий», вірш «Стоїть в селі Суботові», намалював кілька портретів, з яких зберігся тільки портрет Олександра Лук'яновича.

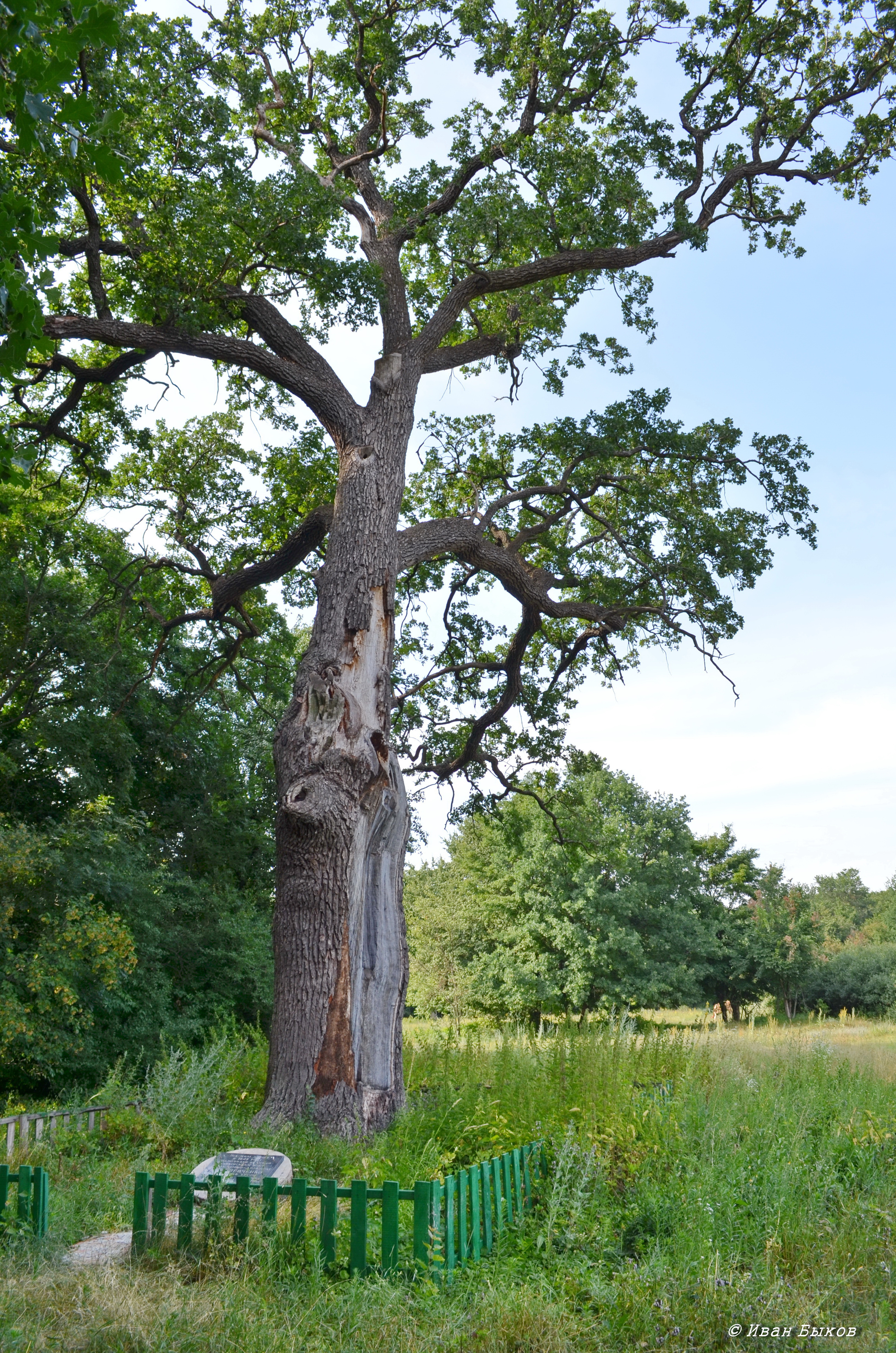
Колишня садиба Лук’яновича. Дуб Тараса Шевченка

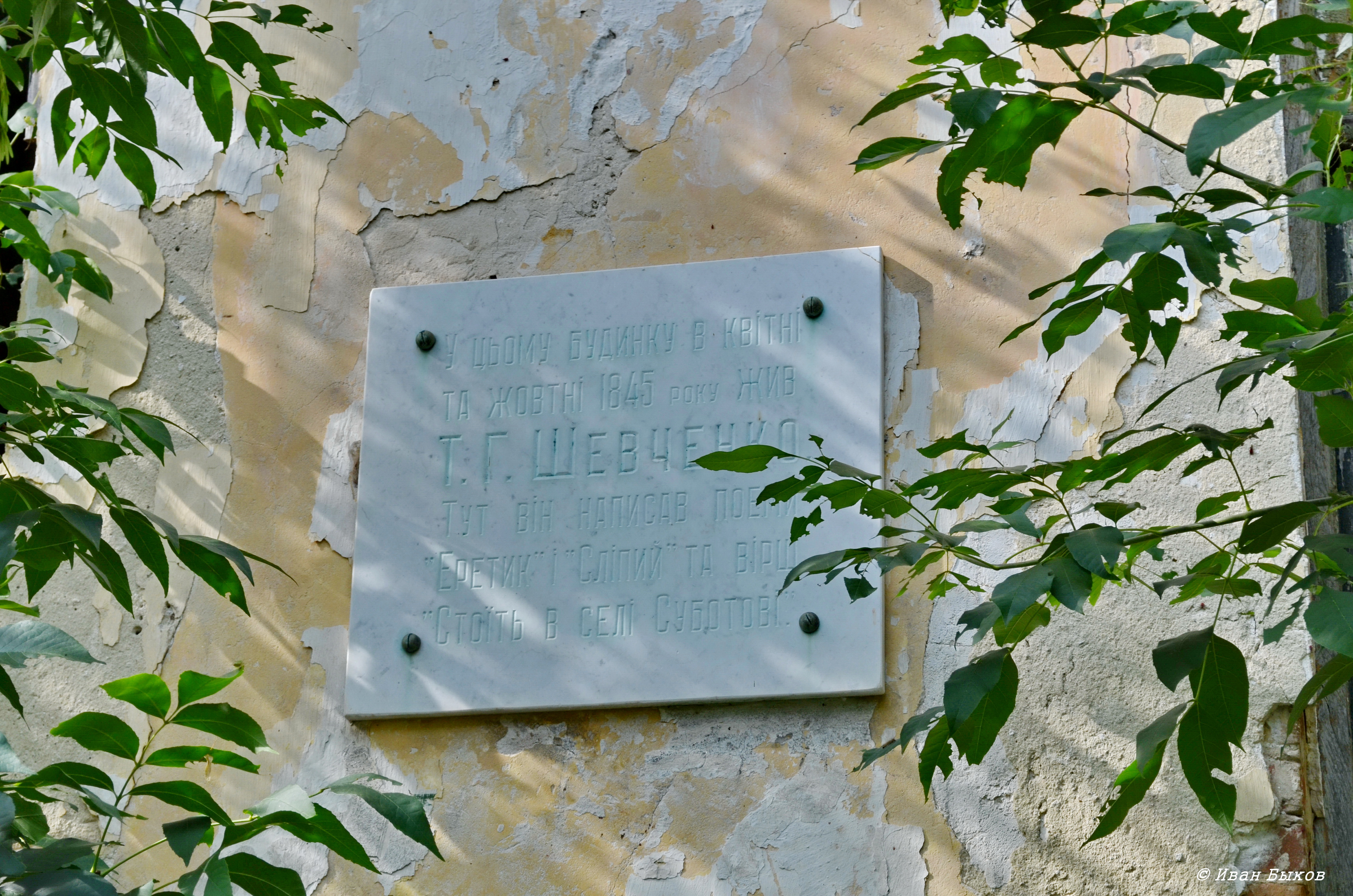
Колишня садиба Лук’яновича, де жив Т. Г. Шевченко в 1845 р. Меморіальна дошка

Жив Шевченко в Мар'янському в окремому відведеному йому приміщенні. У селі Шевченко весь час залишався майже безвиїзно; лише зрідка він разом з Лук'яновичем їздив в с. Злодієвку (нині с. Псільське) для купання в р. Пслі, причому іноді вони заїжджали до місцевого поміщика Зам'ятіна; крім того, Шевченко двічі виїжджав на конях Лук'яновича в м. Яготин до княжни Рєпніної і залишався у неї по 4-5 днів. У вільний від малювання портретів час він майже завжди вдень залишався у своїй кімнаті, постійно читав книги, які брав з панської бібліотеки, або ж писав листи, або щось інше; лише зрідка блукав він по околицях, при цьому часто зупинявся, вдивлявся в якісь віддалені предмети, змальовував різні види.
Про перебування Шевченка у селі Мар'янському свідчить його лист своєму другові Якову Кухаренку:
«Я сьогодня Петербург покидаю… Отамане, пиши, коли матимеш час… в Миргородський повіт, у село Мариенское. На ім'я Александра Андреевича Лукьяновича с передачею щирому твоєму Шевченкові»,
а також його підпис під віршами «Єретик» (10 жовтня), «Сліпий (Невольник)» (16 жовтня), Великий льох, «Стоїть в селі Суботові» (21 жовтня), які він написав під дубом (сьогодні це місцева пам'ятка).
За спогадами А. Татарчука, кухаря Лук'яновича, записаними В. Беренштамом, «поміщик запросив до себе Шевченка як живописця для виконання портретів усіх членів своєї родини».

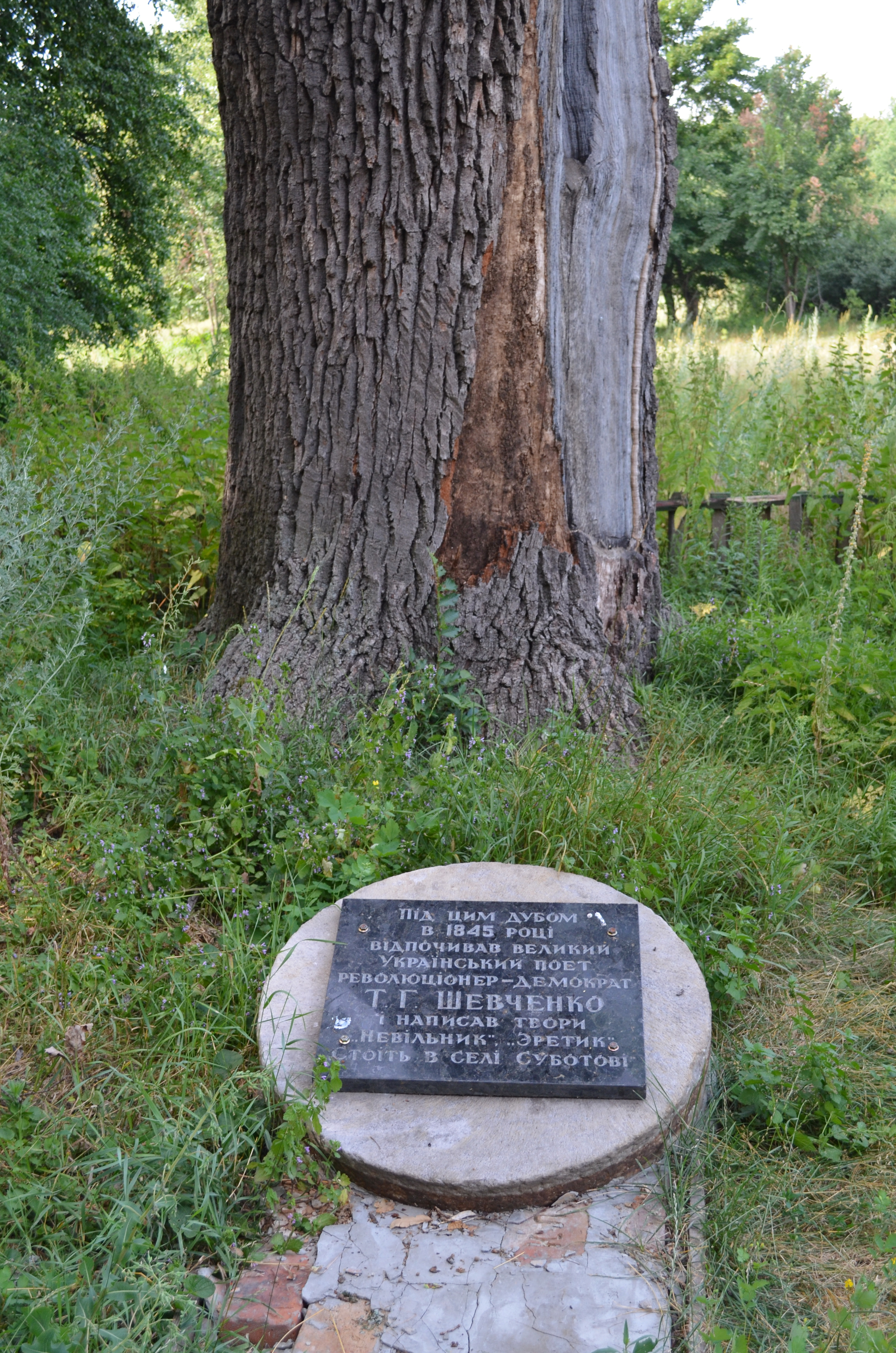
Колишня садиба Лук’яновича. Пам'ятна дошка біля дуба

Художник виконав замовлення, але коли робота була закінчена, то у власника не було грошей для розплати за неї, і через те господарі умовляли свого гостя продовжити своє перебування в Мар'янському. Лише в кінці жовтня з'явились гроші, а разом з тим і оплата за портрети, після чого Шевченко і поїхав.
Спогади Арсена Татарчука дають нам найцікавіші відомості про близькість Шевченка до двірської челяді й селян села Мар'їнського. «Майже всіх він знав поіменно - й дуже зблизився з багатьма з них. Часто вечорами відвідував він "вулицю". На появу його в таких випадках всі чекали з нетерпінням, прихід його всі вітали. В такі вечори час минав непомітно. Шевченко й сам оживав; він багато розповідав про минуле України, про подвиги козаків, про боротьбу їхню з турками й панами. Казав про своє селянське походження й звільнення, але про те, як і коли знову вернеться воля закріпаченому людові, не згадував... Інколи він запрошував на свій кошт музику; тоді бувало дуже весело; сам Шевченко дуже любив, щоб ті, хто збереться, співали й танцювали».
Близько 22 жовтня 1845 року Шевченко виїхав з Мар'янського в Переяслав і більше ніколи туди не повертався.